# Placówka Straży Celnej „Muszynka”

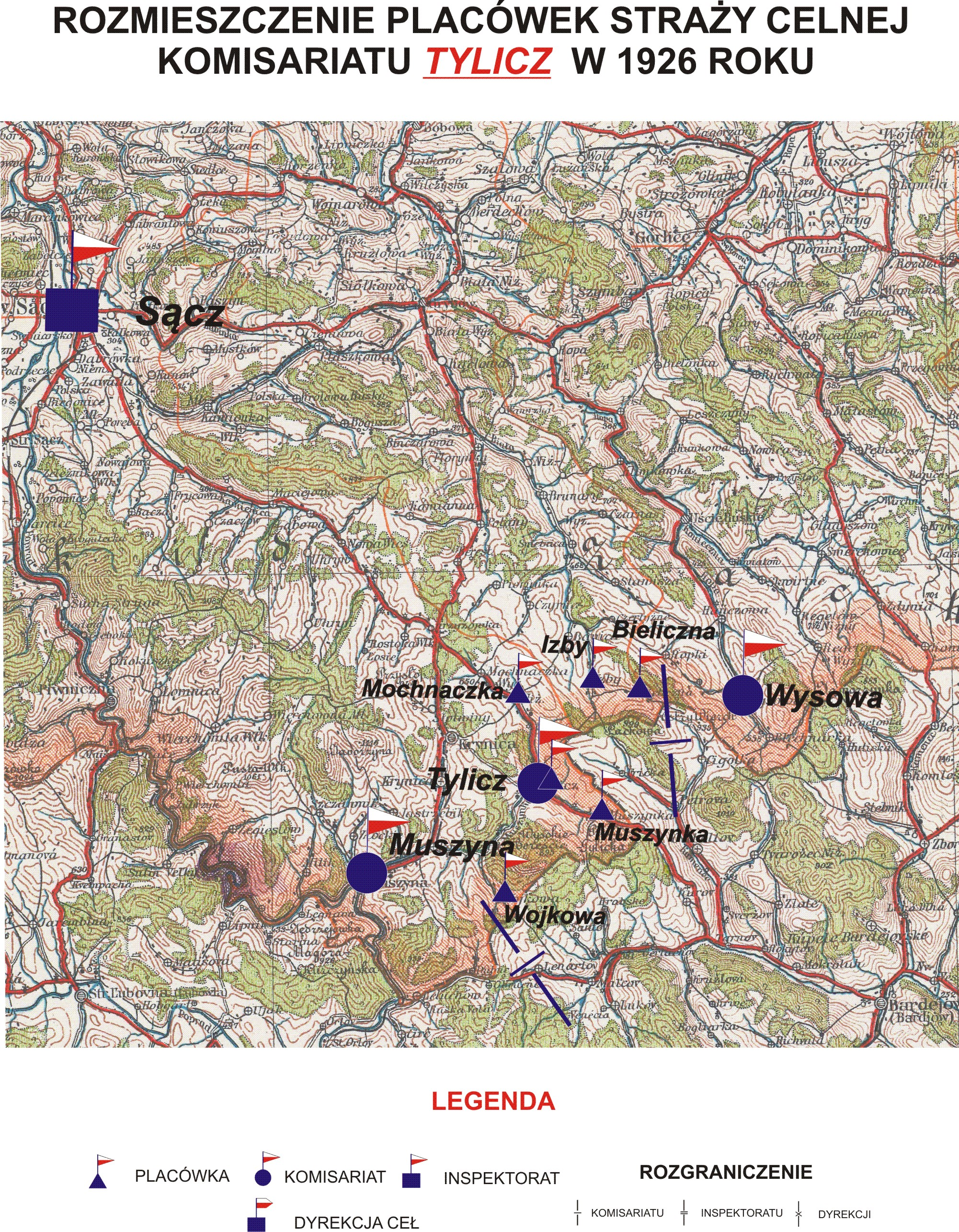
Rozmieszczenie placówek SC Komisariatu Tylicz w 1926 r.

Placówka Straży Celnej „Muszynka” – jednostka organizacyjna Straży Celnej pełniąca w okresie międzywojennym służbę ochronną na granicy polsko-czechosłowackiej.

## Formowanie i zmiany organizacyjne

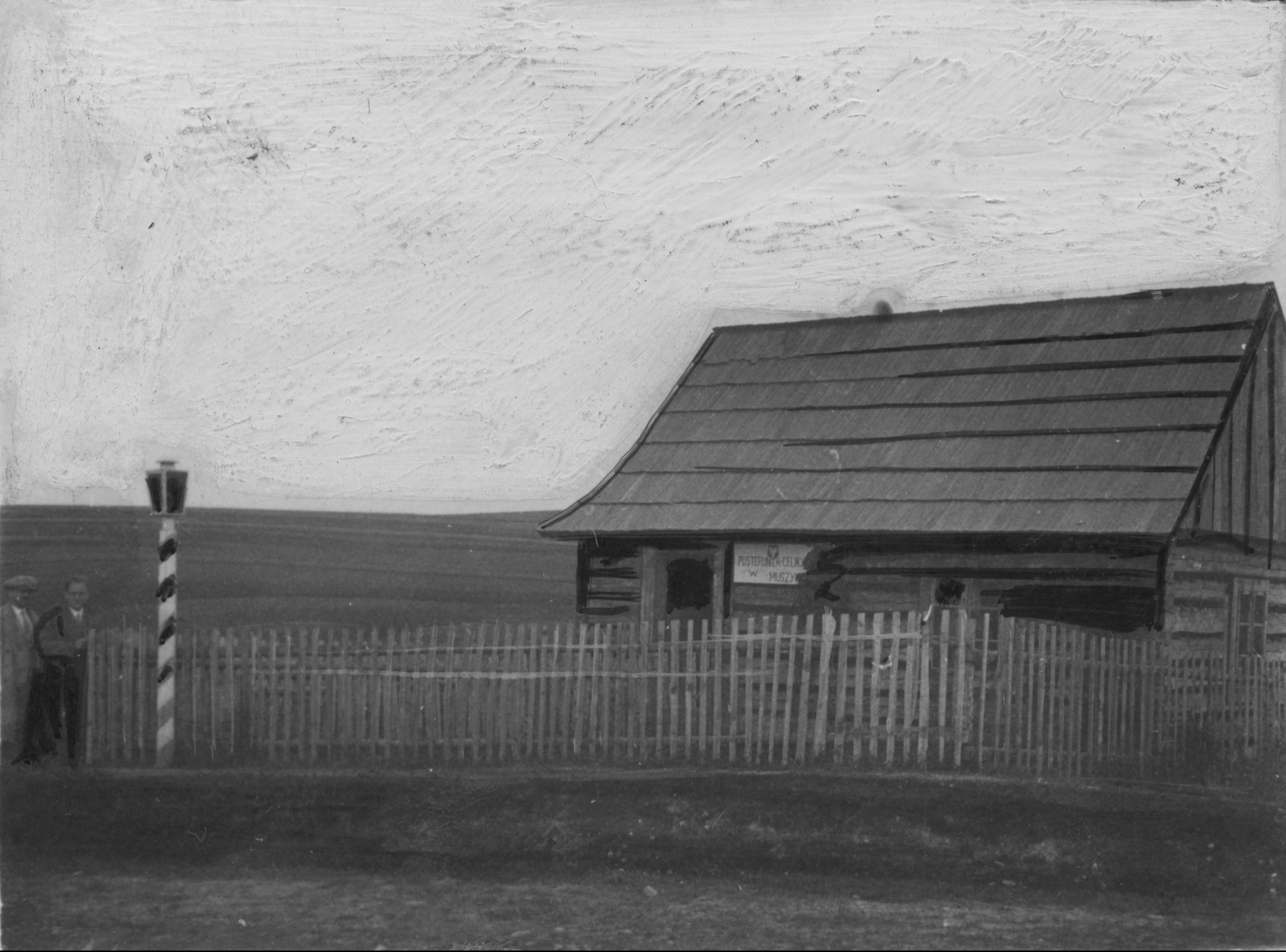
Miejsce przejściowe po drogach ulicznych Muszynka-Kurov, posterunek celny w Muszynce. Z lewej dwaj mężczyźni przy płocie (1923–1935)

W 1921 roku w Tyliczu i Wysowej stacjonował sztab 4 kompanii 8 batalionu celnego. Kompanie wystawiały między innymi placówkę w Muszynce. W 1922 roku w Tyliczu stacjonował sztab 4 kompanii 6 batalionu celnego. Kompania wystawiała między innymi placówkę w Muszynce.
Na wniosek Ministerstwa Skarbu, uchwałą z 10 marca 1920 roku, powołano do życia Straż Celną. Jednostki Straży Celnej rozpoczęły przejmowanie odcinków granicy od pododdziałów Batalionów Celnych. Proces tworzenia Straży Celnej trwał do końca 1922 roku. Placówka Straży Celnej „Muszynka” weszła w podporządkowanie komisariatu Straży Celnej „Tylicz” z Inspektoratu SC „Sącz”.
W drugiej połowie 1927 roku przystąpiono do gruntownej reorganizacji Straży Celnej. W praktyce skutkowało to rozwiązaniem tej formacji granicznej. Ochronę północnej, zachodniej i południowej granicy państwa przejęła powołana z dniem 2 kwietnia 1928 roku Straż Graniczna.

## Funkcjonariusze placówki
Kierownicy placówki
| stopień    | imię i nazwisko, numer  | okres pełnienia służby | kolejne stanowisko |
| ---------- | ----------------------- | ---------------------- | ------------------ |
| przodownik | Władysław Orłowski (95) | był w 1926             |                    |

Obsada personalna placówki w 1926:
- przodownik Władysław Orłowski (95)
- starszy strażnik Józef Mrugacz (236)
- strażnik Stanisław Obecny (1027)
- strażnik Ludwik Wróbel (1123)
- strażnik Antoni Kula (1147)
- strażnik Andrzej Tarsia (1913)
- strażnik Wiktor Pudlewicz (1025)